# غوثروم
غوثروم (توفي 890 )، المعروف أيضًا باسمه المعمودي أثيلستان، كان زعيمًا من الفايكنغ نشطًا في إنجلترا في القرن التاسع ميلادي.

## سيرة شخصية
ربما وصل جوثروم إلى إنجلترا عام 871 وشارك في عدة حملات في نورثمبريا ومرسيا في السنوات التالية. ذُكر لأول مرة في المصادر عام 874، عندما ذكرت الوقائع الأنجلوسكسونية أنه احتل كامبريدج لمدة عام. كان ذلك في عام 875 عندما هاجم ويسيكس لأول مرة، واستولى على بلدة ويرهام [الإنجليزية] في مقاطعة دورست. جعله الملك ألفريد العظيم يقسم على مغادرة مملكته قبل نهاية العام، لكن غوثروم حنث باليمين وسار إلى إكستر عام 876. تراجع نحو مرسيا في العام التالي.
شن غوثروم هجومًا جديدًا ضد ويسيكس عام 878. بعد هزيمته في إيثاندون [الإنجليزية]، استسلم في النهاية لألفريد الكبير وحصل على المعمودية، وكان ملك ويسيكس الأب الروحي له. ثم تقاعد إلى سيرنسيستر [الإنجليزية]، ثم إلى مملكة أنجليا الشرقية، حيث أسس مملكته. أبرم معاهدة [الإنجليزية] مع ألفريد لترسيم حدودهما المشتركة، والتي أصبحت الحدود الغربية لنهر دانلو. حتى وفاته عام 890، احترم غوثروم السلام ولم يعد يهاجم ويسيكس. بحسب حوليات القديس نيوتس [الإنجليزية]، دُفن في هادلي.

## الأجيال القادمة
يظهر غوثروم في قصص الساكسون لبرنارد كورنويل، وهو عبارة عن سلسلة من الروايات التاريخية تدور أحداثها في عهد ألفريد العظيم وخلفائه، وكذلك في المسلسل التلفزيوني المملكة الأخيرة المقتبس منه.